# Jan Mareš
Jan Mareš (* 16. prosince 1945) je bývalý československý fotbalista, obránce, reprezentant Československa.

## Fotbalová kariéra
V československé lize hrál za VCHZ Pardubice a Slavii Praha. Nastoupil ve 193 ligových utkáních a dal 9 golů. Jako obránce Slávie v letech 1969–1978 odehrál 371 utkání a vstřelil 35 branek. S Jánem Lužou tvořili spolehlivou stoperskou dvojici. Vítěz Českého poháru v sezóně 1973/74. Za československou reprezentaci odehrál v roce 1972 dvě přátelská utkání.

## Ligová bilance
| Ročník                                   | Zápasy | Góly | Klub           |
| ---------------------------------------- | ------ | ---- | -------------- |
| 1. československá fotbalová liga 1968/69 | 15     | 1    | VCHZ Pardubice |
| 1. československá fotbalová liga 1969/70 | 27     | 1    | Slavia Praha   |
| 1. československá fotbalová liga 1970/71 | 30     | 2    | Slavia Praha   |
| 1. československá fotbalová liga 1971/72 | 29     | 0    | Slavia Praha   |
| 1. československá fotbalová liga 1972/73 | 14     | 0    | Slavia Praha   |
| 1. československá fotbalová liga 1973/74 | 30     | 3    | Slavia Praha   |
| 1. československá fotbalová liga 1974/75 | 26     | 2    | Slavia Praha   |
| 1. československá fotbalová liga 1975/76 | 22     | 0    | Slavia Praha   |
| CELKEM 1. liga                           | 193    | 9    |                |